# Nanum
Nanum (nebo také Nanium) byl králem akkadské říše, který dosedl na trůn v roce 2257 př. n. l. Po smrti předchozího panovníka Akkadu, Šar-kali-šarrího, soupeřil o moc se třemi dalšími rivalskými králi: Igigim, Imim a Iluluem. Tito čtyři panovníci se střídali na trůnu po tři roky, přičemž zavdávali příčinu k velkému chaosu: který z nich je vlastně legitimním držitelem královského titulu a moci. Panování Nanuma a jeho rivalů bylo ukončeno nástupem Dudu k moci.